# 聖山城
聖山城（ひじりやまじょう）、または堅木城（かたぎじょう）・篳篥山城（ひちりきやまじょう）は、兵庫県宍粟市山崎町須賀沢字出石（いだいし）にあった日本の城。羽柴秀吉が、1580年（天正8年）に宇野氏を攻撃した際に本陣とした山城とされる。

## 概要
揖保川左岸に面した標高166メートル（平野部との比高70メートル）の堅木山に築かれた山城で、赤松氏庶流で播磨守護代を務めた宇野氏の家臣・下村則真が1493年（明応2年）に築城したとされる。
北西に突き出た尾根筋末端のやや高くなった地点にあり、本曲輪は長さ50メートル×幅18メートルほどの平坦面で、2段に分かれる。本曲輪の周囲には幅3メートルほどの帯曲輪が巡っていたと見られ、北西側の1段低い、現在は愛宕神社が鎮座する平坦面も腰曲輪だったと考えられている。南東側は尾根が続いており、このような場所には堀切が設けられることが多いが、『日本城郭大系』編集時の実見では確認されなかったという。城郭としては小規模な遺構だが、西方に揖保川沿いの街道を見下ろし、長水山城と篠ノ丸城を一望できるため、交通の要衝を抑える役割があったと見られている。
宇野氏は毛利氏に属したために1580年（天正8年）に羽柴秀吉によって篠ノ丸城・長水山城を攻め落とされて滅亡したが（長水合戦）、その際、秀吉は当城を真っ先に落とし、本陣とした。